# Pantera
Pantera est un groupe de groove metal américain, originaire d'Arlington, Texas. Il est initialement fondé en 1981 par les frères Abbott, le guitariste Dimebag Darrell et le batteur Vinnie Paul et dissout en 2003. Si, au départ, le groupe présente certaines caractéristiques apparentées au glam metal, sa musique relève avant tout du heavy metal. Cependant, dès 1990, le groupe prend un tournant radical vers le groove metal, un nouveau style dérivé du thrash metal.
Le journaliste Jason Birchmeier du site Internet AllMusic définit Pantera comme l'un des « meilleurs groupes de metal des années 1990. » Ils occupent la 20e place du classement VH1 des « 100 plus grands groupes de hard rock », et sont à la 5e place du classement des « 10 meilleurs groupes de heavy metal de tous les temps. » À cause de longs conflits au sein du groupe, Pantera se sépare en 2003. L'année suivante, l'ancien guitariste du groupe, Dimebag Darrell, est assassiné sur scène lors d'un concert avec son nouveau groupe, Damageplan. Le groupe se reforme finalement en 2022.

## Biographie

### Débuts (1981–1987)
Pantera est formé en 1981 par le batteur Vinnie Paul Abbott, son frère, le guitariste Dimebag Darrell Abbott (surnommé « Diamond Darrell » jusqu'à la sortie de Far Beyond Driven), rejoints ensuite par le bassiste Tommy Bradford et le chanteur Donnie Hart. À cette époque, ils sont encore au lycée. Ils commencent à jouer dans différents clubs texans en faisant des reprises de Kiss et Van Halen. Le groupe adopte un son glam metal et apparaît sur scène avec un look extravagant. En 1982, Hart quitte le groupe, Glaze se charge alors du chant. Rex Brown (surnommé « Rex Rocker ») remplace Bradford à la basse. Pantera devient un groupe connu dans le milieu underground, ils partent alors jouer dans tout le Texas, en Oklahoma et en Louisiane. Le groupe commence à faire la première partie de différents groupes de heavy metal comme Stryper, Dokken et Quiet Riot, qui en retour aident Pantera à la suite de la sortie de Metal Magic. Metal Magic sort sur le label indépendant du même nom en 1983 produit par les frères Abbott et leur père, Jerry Abbott (surnommé « The Eldn »), et enregistré au Pantego Studios. L'année suivante sort le second album de Pantera, Projects in the Jungle, qui est encore édité par le label Metal Magic Records et toujours produit par Jerry Abbott. Les chansons adoptent un style moins mélodique que celle présente sur Metal Magic. L'autre changement est que Terry Glaze change de surnom pour celui de « Terrence Lee ». En outre, un clip est réalisé pour la chanson principale de l'album : All Over Tonight.
Pour la troisième année consécutive, Pantera enregistre un nouvel album du nom de I Am the Night qui sort en 1985. Cet album offre un son beaucoup plus puissant que les précédents, mais il reste cependant toujours dans l'esprit glam metal. Pour cause de mauvaise diffusion, I Am the Night est un album difficile à trouver. Près de 25 000 exemplaires de l'album sont vendus. Un nouveau clip vidéo est réalisé pour la chanson Hot and Heavy.

### Arrivée d'un nouveau chanteur (1987–1989)
En 1986 sortent deux albums majeurs dans l'histoire du metal, Reign in Blood de Slayer et Master of Puppets de Metallica. Ces deux groupes vont influencer Pantera, dont le son évolue peu à peu vers le style US power metal, également appelé groove metal afin de le distinguer de son homonyme dit « européen ». Durant cette période, Terence Lee quitte le groupe, et Pantera se met en quête d'un nouveau chanteur. Le groupe engage provisoirement les chanteurs Matt L'Amour et David Peacock, avant de trouver Phil Anselmo. Avant de rejoindre Pantera, Phil Anselmo officiait dans deux groupes, Samhain et Razorwhite. Lors d'une jam session avec Pantera, Anselmo s'entend très bien avec les membres du groupe et prend rapidement la place vacante. Lorsque la recherche prend fin, les membres du groupe décident de revoir sérieusement leur image et leur son glam metal. Vinnie Paul remarque lors d'une réunion du groupe « Ces vêtements magiques ne jouent pas la musique. C'est nous qui la jouons. Laissons-les et portons des choses confortables : jeans, t-shirt, et voyons où ils nous mènent. »
En 1988, Pantera réalise son premier album avec Anselmo, il est nommé Power Metal. Power Metal est un mélange entre le hard rock des années 1980, le heavy metal et le thrash metal. il est leur premier succès commercial. Comme les albums précédents, Power Metal est enregistré avec le label Metal Magic Records, car les membres de Pantera veulent garder leur statut de groupe indépendant. Pour beaucoup, il est considéré comme étant l'album de transition entre le style glam metal et power metal, et comme le premier « véritable » album du groupe texan.

### Cowboys from Hell(1990)
Peu de temps après la sortie de Power Metal, Dimebag Darrell est sollicité pour prendre la place de guitariste du groupe Megadeth. Dimebag demande à Dave Mustaine de prendre son frère Vinnie dans le groupe mais Megadeth avait déjà donné la place à Chuck Behler. Dime décline l'offre et la place est donnée à Marty Friedman. Pantera est repoussé « 28 fois par de grand labels. » Mais quand Mark Ross, représentant de Atco Records, voit le groupe jouer au « Hurricane Hugo », il est impressionné par leur prestation. Il suggère fortement à son patron de faire signer Pantera sur le label. Atco Records accepte, et fin 1989, le groupe enregistre un album pour eux aux Pantego Studios. Sorti le 24 juillet 1990, Cowboys from Hell poursuit l'évolution du son de Pantera vers plus de brutalité. L'influence speed metal et heavy metal reste encore bien présente mais le groupe se détache du style glam metal pour aller vers le power metal et le groove metal ; le « power groove » selon le groupe. Dimebag Darrell utilise des riffs complexes et ponctue la plupart des chansons avec un solo. L'album marque un tournant dans la discographie du groupe, qui considère alors cet album comme le début « officiel » de Pantera.
Commence alors la tournée de Cowboys from Hell avec Exodus et le groupe de thrash/hardcore Suicidal Tendencies. Le groupe joue également avec The Black Crowes, AC/DC et Metallica devant 500 000 personnes au Monsters of Rock in Moscow en Russie, en pleine chute de l'union soviétique en 1991. Le Monsters of Rock in Moscow fait alors l'objet d'une vidéo qui sort alors sous le nom de For Those About to Rock.

### Vulgar Display of PoweretFar Beyond Driven(1992–1994)
Vulgar Display of Power paraît le 25 février 1992, et apporte un changement au niveau du chant, notamment celui de Phil Anselmo beaucoup plus enragé, sur un son de guitare très heavy. Tandis que certaines critiques font l'éloge du grunge, d'autres adulent Pantera, notamment pour Vulgar Display of Power. Les critiques musicaux, comme les fans, considèrent cet album comme le meilleur de Pantera. Des chansons comme Fucking Hostile au rythme rapide et agressif, ou encore les riffs de Walk et Mouth for War, sont parmi les plus appréciés du répertoire de Pantera. Les singles de Vulgar Display of Power sont diffusés à la radio, et leurs clips passent souvent sur MTV. L'album atteint la 44e place des classements américains. Mouth for War est le premier single metal à entrer en première place des classements, battant Enter Sandman de Metallica. L'album reste en tête des classements metal aux États-Unis pendant des semaines. L'année suivante, sort la vidéo Vulgar Videos, suivie par la première tournée du groupe au Royaume-Uni.
Pantera part au Japon en juillet 1992, et participe à nouveau au festival Monsters of Rock avec Iron Maiden et Black Sabbath, en Italie. Surfant sur la popularité de Vulgar Display of Power, Far Beyond Driven, sorti le 15 mars 1994, arrive en tête des charts américains et australiens. I'm Broken, quatrième morceau de l'album, est proposé pour les Grammy Award de 1995 dans la catégorie « Meilleure prestation metal ». Pantera reprend la route et part notamment en Amérique du Sud. Le 4 juin 1994, les frères Abbott s'échauffent contre un journaliste du magazine Kerrang! qui utilise une caricature se moquant de Vinnie Paul. Pantera continue sa tournée au Royaume-Uni qui se termine aux États-Unis.

### Tensions et nouvel album (1994–1996)
Selon le batteur Vinnie Paul, durant un concert à San Diego, un inconnu dérange Phil Anselmo lors d'un concert. Anselmo encourage alors le public à le « taper et le virer du concert. » En conséquence, le groupe est poursuivi en justice par le père de l'inconnu qui aurait appelé le manager de Pantera et lui aurait dit « Laissez moi juste 5 minutes avec ce Phil Anselmo et je lui ferai voir qui est le grand papa ici », Anselmo réplique alors « Donnez-moi juste 5 minutes tout seul avec ce mec et je ferais huer son cul. » La chanson 5 Minutes Alone est née de cette expérience.
Selon les frères Abbott, Anselmo commence à se comporter bizarrement, et prend ses distances par rapport au groupe, qui revient de sa tournée mondiale terminée en 1995. Anselmo souffre de graves problèmes de dos après d'intenses années de concerts. Il essaye d'oublier sa douleur dans l'alcool mais cela affecte ses prestations scéniques ; il « sème un sentiment d'inquiétude dans le groupe. » Des médecins indiquent à Anselmo que son problème de dos est guérissable, mais qu'il faudrait une année de repos, si ce n'est plus, avant d'être complètement rétabli. Anselmo refuse d'être opéré, et commence à consommer de l'héroïne.
Un disc-jockey canadien qualifie certains de ses commentaires prononcés lors d'un concert à Montréal comme étant racistes. Anselmo présente alors des excuses publiques, déclarant qu'il était ivre et que ces remarques sont des erreurs de sa part,. En 1995, Anselmo sort l'album d'un de ses premiers projets d'appoint, Down. Down est un supergroupe composé d'Anselmo au chant, Pepper Keenan et Kirk Windstein aux guitares, Jimmy Bower à la batterie, et Todd Strange à la basse. Le premier album de Down, NOLA, sort le 19 septembre 1995.
Réguliers dans leur rythme de sortie d'albums — tous les deux ans — Pantera fait paraître The Great Southern Trendkill le 7 mai 1996. Le groupe tourne tout au long de l'année en se produisant au Japon, en Australie et en Nouvelle-Zélande, avant de repartir en tournée aux États-Unis. Phil Anselmo enregistre les parties de chant au studio de Trent Reznor à La Nouvelle-Orléans, pendant que le reste du groupe enregistre au Texas, ce qui augmente la distance du chanteur par rapport au reste du groupe. Comparativement aux anciens albums, la voix de Anselmo se fait encore plus ténébreuse. La drogue est le sujet principal de The Great Southern Trendkill, dont le thème est principalement évoqué sur les chansons Suicide Note Pt. I et Living Through Me (Hell's Wrath). La chanson la plus populaire de l'album est Drag the Waters. Elle est alors la seule chanson de l'album qui sera l'objet d'un vidéo-clip. En 1997, Suicide Note Pt. I est proposé pour le Grammy Award de la meilleure performance de heavy metal. Cette même année, Pantera joue en première partie de Kiss en mars, puis tourne au Mexique, au Chili et en Argentine. Enfin, le groupe participe à l'Ozzfest.

### Reinventing the Steelet séparation (1996–2003)
Le 13 juillet 1996, Anselmo est victime d'un malaise à la suite d'une overdose d'héroïne une heure après un concert au Texas. Son cœur s'arrête de battre pendant cinq minutes. Les ambulanciers lui administrent une piqûre d'adrénaline et l'envoient à l'hôpital. Anselmo s'excusera auprès du groupe mais cet incident ne fait qu'augmenter les tensions au sein de Pantera. La révélation de la consommation d'héroïne est un choc dans le groupe. Le seul album live du groupe, Official Live 101 Proof, sort le 29 juillet comportant 14 titres live et deux titres inédits. La troisième vidéo, 3: Watch It Go, sort le 11 novembre. Elle est classée première des charts Billboard Music Video. Pantera termine l’année avec une mini-tournée aux États-Unis. Le groupe est proposé du Grammy pour meilleure performance metal pour le titre Cemetary Gates de l'album Official Live 101 Proof.
Le groupe compose une chanson pour les Stars de Dallas de la Ligue nationale de hockey (LNH) lors de la conquête de la Coupe Stanley en 1999, « Puck Off », qui est utilisée comme célébration de but des Stars à l'American Airlines Center. Tout au long de la saison, les membres de l'équipe se sont liés d'amitié avec les membres de Pantera. Lors d'une fête organisée par Vinnie Paul pour la Coupe Stanley, la Coupe est endommagée lorsque Guy Carbonneau tente de la jeter du balcon de la maison de Vinnie Paul dans sa piscine. La Coupe atterrit sur la terrasse en béton et dut être réparée par des orfèvres mandatés par la LNH,. Plus tard en 1999, Pantera contribue à la bande originale du film Detroit Rock City avec la reprise de « Cat Scratch Fever » de Ted Nugent. C'est la deuxième apparition du groupe dans le Mainstream Rock Chart, atteignant la 40e place.
Pantera retourne en studio en 2000 pour enregistrer ce qui sera son dernier album. Reinventing the Steel, sort le 14 mars. Il arrive à la quatrième place du Billboard 200, et inclut Revolution Is My Name et Goddamn Electric, le dernier comportant une participation de Kerry King, prestation du groupe enregistrée à l'Ozzfest à Dallas. Revolution Is My Name arrive à la seconde place pour la proposition à la meilleure prestation metal aux Grammy Awards en 2001[réf. nécessaire]. Toujours en 2000, Pantera enregistre la musique Avoid The Light pour la bande-originale du film Dracula 2000.
En 2001, Pantera contribue à une chanson du nom de Pre-Hibernation pour un épisode de Bob l'éponge (Le sport avant le sommeil). La même année, le groupe part en tournée aux États-Unis, en Corée du Sud, en Australie, et en Europe. La tournée européenne est écourtée, et la participation du groupe au festival Tattoo the Planet est annulée à la suite des attentats du 11 septembre 2001. Ce sera la dernière fois que les membres du groupe joueront ensemble. De retour au Texas, le groupe prévoit de sortir un nouveau vidéo-clip pendant l'été 2002 et d'enregistrer un nouvel album l'année suivante, mais aucun de ces projets ne sera réalisé. Anselmo s'engage dans de nombreux projets secondaires, et devient le membre principal de Superjoint Ritual. Cet engagement crée des tensions avec Darrell et Vinnie, qui aimeraient le voir se recentrer sur Pantera. Un second album de Down, Down II: A Bustle in Your Hedgerow, sort en 2002. Vinnie Paul déclare que Phil Anselmo veut s'arrêter quelque temps à la suite des attentats du 11 septembre ; pourtant celui-ci continue de jouer avec Superjoint Ritual et Down. Les frères Abbott pensent qu'il est temps de faire une « pause » avec Pantera. Le groupe se sépare officiellement en 2003 quand les frères Abbott concluent qu'Anselmo ne retournera plus jamais dans Pantera. Ils déclarent qu'ils ont plusieurs fois tenté de parler à Phil Anselmo pour reformer Pantera, ce qu'Anselmo dément[réf. nécessaire].
En juillet 2004, Vulgar Display of Power devient double disque platine et The Great Southern Trendkill devient disque de platine le mois suivant.

### Meurtre de Dimebag Darrell (2004)
À la suite de la séparation de Pantera, les frères Abbott décident de former un nouveau groupe du nom de Damageplan avec Pat Lachman au chant et Bob Zilla à la basse. Ils sortent un album du nom de New Found Power en février 2004. Les membres de Damageplan partent alors sur les routes, pour promouvoir leur album. Le 8 décembre 2004, au tout début d'un concert privé à la villa Alrosa à Columbus dans l'Ohio, Nathan Gale, 25 ans, monte sur scène, tire et tue Dimebag Darrell ainsi qu'un fan (Nathan Bray, 23 ans), un employé du club (Erin Halk, 29 ans), et un des gardes du corps du groupe (Jeff « Mayhem » Thompson, 40 ans) avant d'être abattu par le policier James Niggemeyer. Anselmo se rend au Texas pour tenter d'assister aux funérailles, mais il attend cinq jours dans une chambre d'hôtel où il tente plusieurs fois d'appeler Vinnie Paul sans obtenir de réponse. Rita Haney, la petite amie de Dimebag Darrell, lui signifie juste qu'elle le tuerait si elle le voyait. Anselmo s'exprime à propos de ce décès sur son site officiel, et tourne une vidéo où il s'excuse, auprès de la famille de Dimebag Darrell, des déclarations qu'il a faites sur Dimebag après la séparation de Pantera. Lors d'une interview avec Crave Music, ce dernier demande à Vinnie Paul si un jour il pourrait se réconcilier avec Anselmo, il répond : « Absolument pas. C'est tout. »
Les raisons de l'assassinat de Dimebag Darrell sont obscures. Phil Anselmo est accusé par la famille d'être le responsable de la mort de Dimebag Darrell, car il a dit lors d'une interview pour le magazine Metal Hammer que « Dimebag mérite d'être tabassé sévèrement » et ce une semaine avant le meurtre de Dimebag Darrell. Il est également dit à tort que Nathan Gale aurait tué Dimebag Darrell car il serait à l'origine de la dissolution de Pantera. Or, lors de plusieurs enquêtes on constatera que Nathan Gale ne possédait aucun CD de Pantera et n'a apparemment jamais possédé un objet ayant un quelconque lien avec le groupe, si ce n'est l'album de Damageplan retrouvé dans sa voiture. Le night-club est également blâmé car, pour moins de 50 dollars, la sécurité aurait pu trouver l'arme avec un détecteur de métaux. L'émotion est très présente et quelques jours seulement après le meurtre, un mémorial est réalisé par les fans à Arlington au Texas où viendront s'exprimer Zakk Wylde, Eddie Van Halen ainsi que Vinnie Paul. Dave Mustaine (Megadeth), Ozzy Osbourne (Black Sabbath), Robb Flynn (Machine Head), Jonathan Davis (KoЯn), Burton C. Bell (Fear Factory) et d'autres personnalités représentatives du metal en général, comme  rendent hommage à Dimebag Darrell.

### Postérité (depuis 2004)
En 2008, la chanson Walk est reprise par le groupe de heavy metal californien Avenged Sevenfold dans leur DVD Live in the LBC & Diamonds in the Rough. Walk est également utilisée dans un épisode de la série Les Experts : Manhattan, et est dans l'un des titres du menu principal du jeu vidéo Madden NFL 10. Des chansons du groupe comme Cowboys from Hell sont utilisées dans la série de jeux vidéo Guitar Hero. En 2010, Activision annonce sa liste complète des pistes pour le jeu vidéo Guitar Hero 6: Warriors of Rock qui inclut la chanson I'm Broken.
Le 14 juillet 2022, Phil Anselmo et Rex Brown annoncent un retour de Pantera en 2023. Zakk Wylde et Charlie Benante remplaceront les regrettés Dimebag Darrell et Vinnie Paul.

## Style musical et influences
Hormis leurs groupes de thrash metal préférés, les membres de Pantera citent les pionniers du heavy metal, Black Sabbath, comme étant l'un de leurs groupes préférés. En leur hommage, Pantera enregistre deux reprises de Black Sabbath (toutes de l'ère d'Ozzy Osbourne). La première reprise est Planet Caravan, une chanson lente et calme, prévue normalement pour le premier album hommage de Black Sabbath, Nativity in Black, mais finalement la chanson figure sur Far Beyond Driven. Pour le disque hommage Nativity in Black II, le groupe reprend Electric Funeral . Pour The Best of Pantera: Far Beyond the Great Southern Cowboys, le groupe reprend la chanson Hole in the Sky.
Pantera subit des critiques de la part du monde du heavy metal en général et du groupe de US power metal Exhorder en particulier. En effet, certains fans accusent Pantera d'avoir volé à Exhorder le son groove metal pour lequel il est devenu célèbre. Alors que le changement de style de Pantera sur Cowboys from Hell est commercialisé avant les débuts d'Exhorder, Slaughter in the Vatican, Exhorder auto-finance deux démos dans la fin des années 1980, ce que plusieurs fans considèrent comme la véritable naissance du style musical que Pantera a popularisé.
AllMusic montre plusieurs éléments dans les débuts d'Exhorder qui pourraient expliquer son manque de succès par rapport à Pantera. En désaccord avec le fait qu'Exhorder soit « un Pantera sans les bonnes chansons », AMG, dans sa critique de Slaughter in Vatican, déclare qu'« il serait plus juste de dire que ce sont Pantera sans major. » Ils ajoutent que le titre des débuts d'Exhorder, ainsi que la couverture pas très subtile de leur album, « ne les ont certainement pas aidé. » Cependant, certains fans et critiques contestent le fait que Pantera ait pu « voler » le son d'Exhorder. Brian Davis, un collaborateur à la webradio KNAC, exprime ce qu'il pense du problème : « Exhorder réclame principalement à être reconnu parce que Pantera leur aurait volé leur son. C'est vraiment des conneries. Il y a des ressemblances légères dans le style de guitare, et à l'occasion, le chanteur Kyle Thomas crie ce qui inspirera Pantera, mais dire que Pantera est un clone d'Exhorder, c'est n'importe quoi. »
Bien qu'à l'origine il déclarait que Pantera les avait escroqués, l'ancien chanteur d'Exhorder, Kyle Thomas, déclare qu'il se moquait des critiques et qu'il en avait assez de voir le nom d'Exhorder associé à celui de Pantera. Il ajoute que lui et les membres de Pantera étaient de bons amis habitués à tourner ensemble et qu'il pleure la perte de Dimebag Darrell,. En plus d'être accusé d'avoir volé le son d'Exhorder, Dave Mustaine, fondateur de Megadeth (et ancien guitariste de Metallica), explique à MTV en 1994 : « Lorsque James (Hetfield) et moi nous nous sommes réunis, nous avons créé un style de guitare que tout le monde joue aujourd'hui. Je ne vais dire de nom pour ne pas leur faire de promotion. OK, disons « panthère » en espagnol. De rien, les gars. Nous pourrions aussi bien faire cuire leur dîner pour eux ou pousser leur petite brouette à la banque pour eux. »

## Membres

### Membres actuels
- Philip « Phil » Anselmo - chant (1986–2003, depuis 2022)
- Rex « Rocker » Robert Brown - guitare basse (1982–2003, depuis 2022)
- Charlie Benante - batterie (depuis 2022)
- Zakk Wylde - guitare (depuis 2022)

### Anciens membres
- Donnie Hart – chant (1981–1982)[8]
- Tommy Bradford – basse (1981–1982)
- Terry Glaze – chant (1982–1986), guitare rythmique (1981-1982)
- Vincent « Vinnie » Paul Abbott - batterie (1981–2003)
- « Dimebag » Darrell Lance Abbott - guitare (1981–2003)

## Projets parallèles
Un album intitulé Rebel Meets Rebel paraît après la mort de Dimebag Darrell en hommage. La musique est un mélange de country et de metal. Le groupe est formé de Dimebag à la guitare, Vinnie à la batterie, Rex Brown à la basse et David Allan Coe « DAC » au chant[réf. nécessaire]. Phil Anselmo, lui, part dans ses projets solo, avec Rex Brown qui le rejoint en tant que bassiste dans le groupe Down et Superjoint. Vinnie Paul, de son côté, a pris la place de batteur dans un groupe nommé HELLYEAH qui ont sorti leur premier album le 10 avril 2007[réf. nécessaire].

## Discographie

### Albums studio
- 1983 : Metal Magic
- 1984 : Projects in the Jungle
- 1985 : I Am the Night
- 1988 : Power Metal
- 1990 : Cowboys from Hell
- 1992 : Vulgar Display of Power
- 1994 : Far Beyond Driven
- 1996 : The Great Southern Trendkill
- 2000 : Reinventing the Steel

### Album live
- 1996 : Official Live: 101 Proof

### Compilations
- 2003 : The Best of Pantera: Far Beyond the Great Southern Cowboys' Vulgar Hits
- 2003 : Reinventing Hell: The Best of Pantera

### Singles
| Année | Titre                 | Position[réf. nécessaire] | Position[réf. nécessaire] | Position[réf. nécessaire] | Position[réf. nécessaire] | Album                          |
| Année | Titre                 | USA Billboard             | USA Modern Rock           | USA Mainstream Rock       | Grande-Bretagne           | Album                          |
| 1990  | Cowboys from Hell     | -                         | -                         | -                         | -                         | Cowboys from Hell              |
| 1990  | Cemetery Gates        | -                         | -                         | -                         | -                         | Cowboys from Hell              |
| 1990  | Psycho Holiday        | -                         | -                         | -                         | -                         | Cowboys from Hell              |
| 1992  | Mouth for War         | -                         | -                         | -                         | -                         | Vulgar Display of Power        |
| 1992  | This Love             | -                         | -                         | -                         | -                         | Vulgar Display of Power        |
| 1992  | Hollow                | -                         | -                         | -                         | -                         | Vulgar Display of Power        |
| 1993  | Walk                  | -                         | -                         | -                         | #35                       | Vulgar Display of Power        |
| 1994  | I'm Broken            | -                         | -                         | -                         | #19                       | Far Beyond Driven              |
| 1994  | Planet Caravan        | -                         | -                         | #21                       | #26                       | Far Beyond Driven              |
| 1994  | Becoming              | -                         | -                         | #12                       | -                         | Far Beyond Driven              |
| 1994  | 5 Minutes Alone       | -                         | -                         | #13                       | -                         | Far Beyond Driven              |
| 1996  | Drag the Waters       | -                         | -                         | -                         | -                         | The Great Southern Trendkill   |
| 1996  | Suicide Note Pt. I    | -                         | -                         | -                         | -                         | The Great Southern Trendkill   |
| 1996  | Floods                | -                         | -                         | -                         | -                         | The Great Southern Trendkill   |
| 1997  | Where You Come From   | -                         | -                         | -                         | -                         | Official Live: 101 Proof       |
| 1999  | Cat Scratch Fever     | -                         | -                         | #40                       | -                         | Bande son de Detroit Rock City |
| 2000  | Revolution is My Name | -                         | -                         | #28                       | -                         | Reinventing the Steel          |
| 2000  | Goddamn Electric      | -                         | -                         | -                         | -                         | Reinventing the Steel          |
| 2000  | I'll Cast a Shadow    | -                         | -                         | -                         | -                         | Reinventing the Steel          |

### Autres participations
- 1992 : Buffy, tueuse de vampires - (participation à la B.O.F. avec Light Comes Out Of Black)
- 1994 : The Crow - (participation à la B.O.F. avec The Badge - reprise de Poison Idea)
- 1995 : Tales From The Crypt Presents: Demon Knight - (participation à la B.O.F. avec Cemetery Gates)
- 1998 : Strangeland - (participation à la B.O.F. avec Where You Come From)
- 1999 : Detroit Rock City - (participation à la B.O.F. avec Cat Scratch Fever - reprise de Ted Nugent)
- 2000 : Nativity In Black II: A Tribute To Black Sabbath - (reprise de Electric Funeral)
- 2000 : Dracula 2001 - (participation à la B.O.F. avec Avoid The Light)
- 2000 : Heavy Metal 2000 - (participation à la B.O.F. avec Immortally Insane)
- 2001 : Bob l'éponge - (participation à la Musique de la série animée avec Pre-Hibernation)
- 2003 : Massacre à la tronçonneuse - (participation à la B.O.F. avec Immortally Insane)

## Vidéos

### DVD et VHS
| Date       | Titre                                       | Etichetta                     | Vente aux États-Unis |
| 1985       | The Hot 'n Heavy Home Video                 | Metal Magic Records           |                      |
| 1991       | Cowboys from Hell: The Videos               | Atco Records                  | 50 000+              |
| 1993       | Vulgar Video                                | Elektra Records               | 100 000+             |
| 1997       | 3: Watch it Go                              | Elektra Records               | 100 000+             |
| 1999, 2006 | 3 Vulgar Videos from Hell (ré-édité en DVD) | Elektra Records/Rhino Records | 100 000+             |

### Clips
- All Over Tonight
- Hot and Heavy
- Cowboys from Hell
- Psycho Holiday
- The Art of Shredding
- Cemetery Gates
- Primal Concrete Sledge (Live)
- Domination (Live)
- Mouth for War
- This Love
- Walk
- Piss
- 5 Minutes Alone
- I'm Broken
- Planet Caravan
- Drag the Waters
- Revolution is My Name